# Поле Бродмана 14
Поле 14 є одним з Полів Бродмана — ділянок  кори головного мозку. Спершу воно було  визначене Корбініаном Бродманом у мавп
. Хоча Бродман, стверджував у 1909 році, що немає аналога цієї структури у людини. Але більш пізні роботи показали, що поле 14 має чітку гомологію в вентромедиальній префронтальній корі головного мозку людини.

## Анатомія
Поля Бродмана були визначені в першу чергу, на основі цитоархитектоніки, а не функції. Поле 14 і Поле 13 (1905) знаходяться в острівцевій корі, але різняться тим, що в полі 14 відсутні яскраво виражений внутрішній зернистий шар (IV), і менш чіткий зовнішній зернистий шар (II), розширена відносно вільна від клітин зона зовнішнього пірамідального шару (III), а клітини внутрішнього пірамідного шару (V) є більш щільними і округлими; клітини ж мільтиформного шару (VI) стали більш виразно тангенціально орієнтацованими.

## Функція
Згідно з однією з теорій,  поле 14, як вважається, слугує асоціативною корою для вісцеральних органів відчуттів і нюху. Особливості його зв'язків дозволяють також припустити, що це допомагає накопичувати вегетативну інформацію.